# Scott Page
Scott Page (Califórnia, 11 de julho de 1955) é um multi-instrumentista americano. Como saxofonista, trabalhou por vários anos com bandas como Supertramp, Toto e Pink Floyd.

## Carreira
A primeira vez que apareceu publicamente, foi aos seis anos de idade, ao lado de seu pai, na ABC-TV, no programa "The Lawrence Welk Show". Bill Page, era um saxofonista de Welk, durante o período 1955-1965. É saxofonista, guitarrista, flautista e teve algumas participações com percussão, na última turnê do Supertramp com Roger Hodgson em 1982, lançando o álbum ...Famous Last Words.... Também participou da turnê para promover o álbum Brother Where You Bound em 1985. No mesmo ano, Page cai na estrada com o grupo Toto durante o World Tour Isolation, e dizia que aquele era um dos melhores momentos de sua carreira. Em 1987, Scott Page é convidado por David Gilmour para participar da gravação do novo álbum do Pink Floyd, A Momentary Lapse of Reason, e dos concertos que a banda faria, no período de 1987 à 1989, dentre eles, o de gravação do álbum ao vivo Delicate Sound of Thunder. Scott Page ainda hoje recebe convites de produtores musicais e músicos, para fazer pequenas participações com seu saxofone. Seu trabalho musical mais recente, foi no ano de 2010, quando foi convidado pelo POTC (Party of The Century) Studio, para gravar a música  I've Seen You.

## Pós Pink Floyd
Page sempre foi fascinado por tecnologias em geral. Após suas participações nos álbuns e concertos do Pink Floyd, Scott Page fundou a NewMBC com Russ Lujan, vice-presidente executivo de uma empresa de distribuição de conteúdo interativo na Internet (Entermedia). Inicialmente, a NewMBC desenvolvia serviços de distribuição interativa para criadores de conteúdo e consumidores. Sua plataforma de comunicações ligado à MashCast, diversos públicos, artistas, donos de conteúdo através de uma rede colaborativa online. A Mashcast ajudou os usuários a integrar e rentabilizar as transmissões da Internet e redes sociais, utilizando uma infraestrutura que apoiaram a criação de conteúdo e colaboração. Clientes mais visíveis da NewMBC já incluíram a sites de fãs baseado em comunidade internacional, vencedor do Grammy grupo musical TOTO, bem como para Python (Monty) Ltd.
Scott Page iniciou vários eventos para arrecadar fundos de caridade, tais como concertos, gravações, filmes, vídeo e projetos online. Em novembro de 1992 ele criou "O Teatro Científico Grande Musical", um show multimídia e "fundraiser", realizada no UNLV Thomas N. Mack Center, em Las Vegas (como parte da Comdex / Fall, mostram a indústria de computadores é maior comércio) para beneficiar o Centro Nacional para Crianças Desaparecidas e Exploradas. Este foi produzido em conjunto com Micrografx, como adjuvante para a empresa Chili Cook-Off, que bateu os líderes da indústria de computadores como a Microsoft e a IBM, bem como organizações de mídia, como CMP, IDG e Ziff-Davis para patrocinar e doar para selecionadas organizações sem fins lucrativos. Para esse evento one-time/one-night, Page produziu ao vivo, bem como áudios, vídeos, filme-gravados, performances por uma grande variedade de artistas, incluindo: o Cirque du Soleil, Todd Rundgren, o produtor musical Alan Parsons ( produziu The Beatles, Pink Floyd, The Alan Parsons Project), The Turtles (AKA Flo & Eddie - Mark Volman e Howard Kaylan), Jon Anderson (vocalista/compositor do grupo art-rock-clássico britânico Yes), Rock And Roll Hall Of Fame, Graham Nash (The Hollies, Crosby Stills Nash & Young), John Entwistle (The Who) e James Burton (Elvis Presley, Ricky Nelson), bem como The Tower Of Power, Edgar Winter, Jim Keltner, o guitarrista Jeff "Skunk" Baxter (Steely Dan, o Doobie Brothers) e outros. O evento arrecadou mais de US$ 1,5 milhão. Por conta deste evento, Scott Page recebeu reconhecimentos e prêmios diversos, principalmente para empresas de realizações à sua tecnologia". Nomeado um dos "50 pioneiros da Multimídia," Page foi um palestrante convidado para diversas conferências e simpósios de universidades. Agradecimentos a sua indústria incluem ser nomeado um dos "Top 100 Produtores Multimídia" pela revista Multimídia, o "100 Coolest - As pessoas em Los Angeles" pela revista Buzz e um dos "50 Innovators New Media" perfilado em Frontier Multimedia Pioneer Electronics.

## Discografia

### Com o Supertramp
- ...Famous Last Words... (1982)
- Brother Where You Bound (1985)

### Com o Toto
- World Tour Isolation (1985)

### Com o Pink Floyd
- A Momentary Lapse of Reason (1987)
- Delicate Sound of Thunder (1988)